# Red Spyda
Tha Red Spyda (Andy Thelusma) – amerykański producent hip-hopowy, który pracował z takimi gwiazdami jak D-Block, DMX, Mobb Deep, Amerie, D-12 i G-Unit. Zajął się również produkcją muzyki w tle fikcyjnej stacji radiowej Game FM (nazwa pochodzi od wytwórni Game Recordings) z Grand Theft Auto 3. Red Spyda jest najbardziej znany z produkcji singli takich jak:
| Wykonawca                           | Singel                     | Album                    |
| ----------------------------------- | -------------------------- | ------------------------ |
| Royce da 5’9”                       | Rock City                  | Rock City                |
| G-Unit ft. Joe                      | I Wanna Get to Know You    | Beg for Mercy            |
| 50 Cent ft. Lloyd Banks & Tony Yayo | True Loyalty               | The New Breed            |
| 50 Cent                             | U Not Like Me              | Get Rich or Die Tryin’   |
| Sheek Louch                         | Kiss Your Ass Goodbye      | After Taxes              |
| 2Pac                                | Realest Killaz             | Tupac: Resurrection      |
| 2Pac                                | Hennessy                   | Loyal to the Game        |
| Eazy-E & The Game                   | Still Cruisin'             |                          |
| 50 Cent & The Notorious B.I.G.      | Realest Niggas             | Bad Boys II OST          |
| Lil Flip                            | Check (Let's Ride)         | U Gotta Feel Me          |
| Young Buck                          | Welcome to the South       | Straight Outta Ca$hville |
| D12                                 | Leave Dat Boy Alone        | D12 World                |
| Obie Trice                          | Adrenaline Rush            | 8 Mile Soundtrack        |
| DMX                                 | X Gon’ Give It to Ya Again |                          |
| Ky-Mani Marley                      | Breakdown                  | Radio                    |
| Cage                                | (Down) The Left Hand Path  | Movies For The Blind     |
| Royce da 5’9” feat. Pretty Ugly     | Spit Game                  | GTA 3 Soundtrack         |